# La Scuola Cattolica
La Scuola Cattolica es la revista teológica del Seminario Arzobispal de Milán, publicada de la editora Àncora de Milán.

## Historia
La publicación de La Scuola Cattolica empiezan en el 1873 y sigue actualmente en curso.

## Otros proyectos
- Multimedia en Commons.